# Linea Shinano

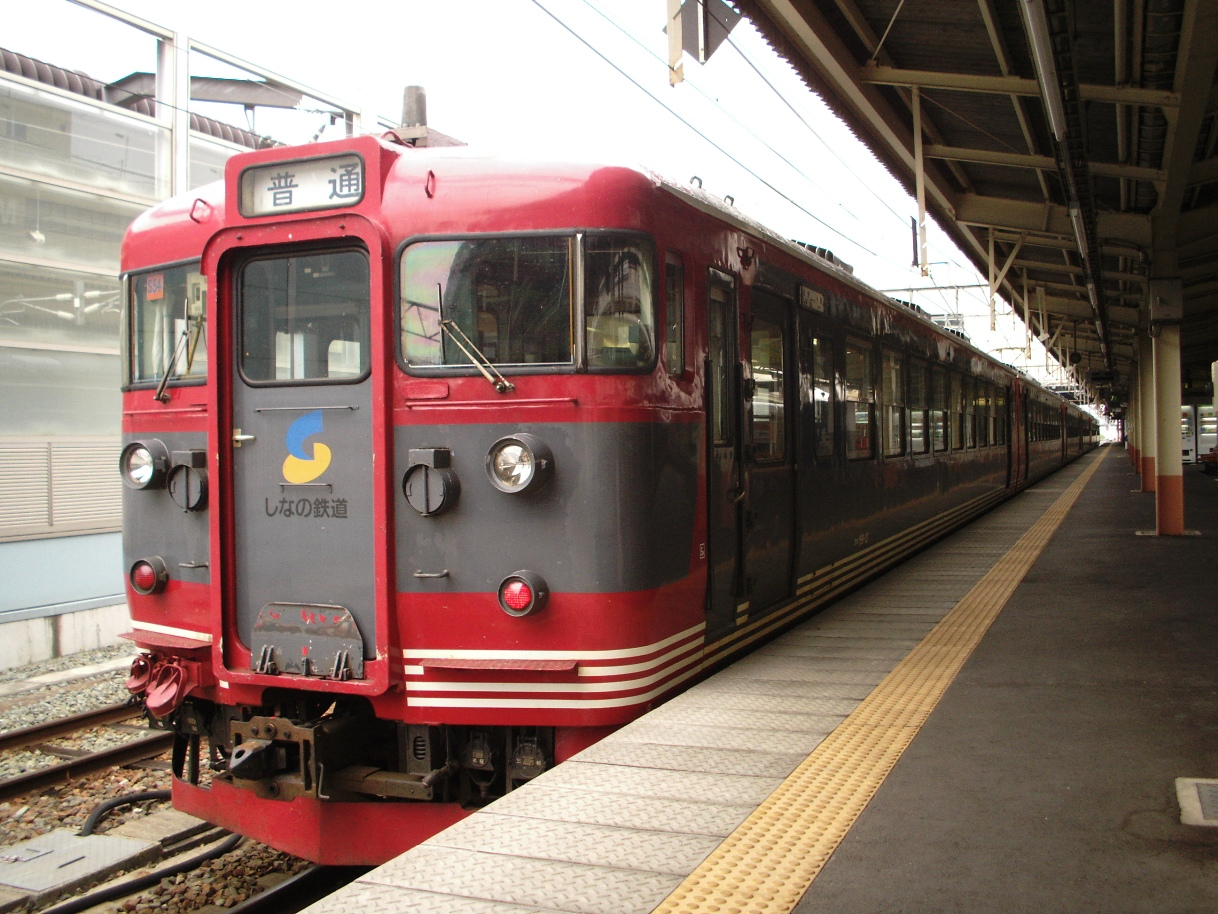
Un treno per il servizio rapido

La  linea ferroviaria Shinano (しなの鉄道線線?, Shinano tetsudō-sen), gestita dalla società Ferrovie Shinano, è una ferrovia regionale a scartamento ridotto che collega le stazioni di Karuizawa (nella città omonima) e di Shinonoi, nella città di Nagano, tutte nella prefettura di Nagano. Tutti i treni comunque percorrono una parte della linea principale Shin'etsu fino alla stazione di Nagano.

## Caratteristiche
Prima del 1997 la gestione dell'infrastruttura ferroviaria attuale apparteneva alla linea principale Shin'etsu della JR East, e fungeva da principale collegamento fra Nagano e Tokyo. Con il completamento del Nagano Shinkansen, nel 1997, JR East portò tutti i collegamenti a lunga distanza sulla nuova linea ad alta velocità Shinkansen, e il controllodella linea Shin'etsu fra Karuizawa e Shinonoi venne dato in concessione alla nuova società Ferrovie Shinano, posseduta per la maggior parte dal governo della prefettura di Nagano. Oggi la linea riveste un ruolo di primaria importanza nel trasporto locale e pendolare nella parte nord-orientale della prefettura di Nagano.
La ferrovia è interamente a doppio binario ed elettrificata a 1500 V in corrente continua. Lo scartamento è ridotto, di 1067 mm come la maggior parte della rete giapponese, e la velocità massima è di 100 km/h (abbassata, rispetto agli originari 120 km/h della linea Shin'etsu). 
Come molte altre linee ferroviarie rurali del giappone, anche la linea Shinano incontra dei problemi relativi al bilancio e alla bassa frequentazione. Per risolvere alcuni di questi problemi, negli ultimi anni sono state aperte delle nuove stazioni, come Tekuno-Sakaki, Yashiro-kōkō-mae e Shinano-Kokubunji per aumentare il numero dei passeggeri. Inoltre, per diminuire i costi, la maggior parte dei treni viaggiano con il solo macchinista, che effettua anche le mansioni di un capotreno (modalità wanman).

## Servizi e stazioni

### Tipologie di servizi
I treni della ferrovia di Shinano utilizzano per una parte i diritti di transito sulla linea principale Shin'etsu fra Shinonoi e Nagano, e proseguono fino a Nagano. 
Oltre ai treni locali, fermanti a tutte le stazioni, sono presenti anche alcuni treni rapidi, e alcuni speciali, denominati "Shinano Sunrise" (la mattina, da Komoro a Nagano) e due la sera, chiamati "Shinano Sunset", da Nagano a Ueda. Fra queste ultime due stazioni è necessario un sovrapprezzo sul biglietto standard, mentre fra Komoro e Ueda è sufficiente il biglietto normale.

### Stazioni
- ◆,◇: stazioni in cui JR Freight effettua servizi merci
- Fermate
  - I treni locali fermano a tutte le stazioni
  - I treni rapidi (incluso il rapido Karuizawa) fermano in corrispondenza del simbolo "●", mentre in presenza di "▲" alcuni treni non fermano; con "｜" tutti i treni passano
  - I rapidi "Homeliner" (Shinano Sunrise e Shinano Sunset fermano in presenza di "●", mentre in corrispondenza del simbolo "▼" ferma solo il treno Shinano-Sunrise (da Nagano), mentre tutti i treni passano se presente "｜"
- Tutte le stazioni si trovano nella prefettura di Nagano
- L'altezza delle stazioni è espressa in metri

| Gestore             | Linea          | Stazione          | Giapponese   | Distanza interst. | Distanza totale | Altitudine | R  | Homeliner | Collegamenti                                                            | Posizione          |
| ------------------- | -------------- | ----------------- | ------------ | ----------------- | --------------- | ---------- | -- | --------- | ----------------------------------------------------------------------- | ------------------ |
| Ferrovia di Shinano | Linea Shinano  | Karuizawa         | 軽井沢       | -                 | 0.0             | 939        | ●  |           | Nagano Shinkansen                                                       | Kitasaku Karuizawa |
| Ferrovia di Shinano | Linea Shinano  | Naka-Karuizawa    | 中軽井沢     | 4.0               | 4.0             | 938        | ●  |           |                                                                         | Kitasaku Karuizawa |
| Ferrovia di Shinano | Linea Shinano  | Shinano-Oiwake    | 信濃追分     | 3.2               | 7.2             | 956        | ●  |           |                                                                         | Kitasaku Karuizawa |
| Ferrovia di Shinano | Linea Shinano  | Miyota            | 御代田       | 6.0               | 13.2            | 819        | ●  |           |                                                                         | Kitasaku Miyota    |
| Ferrovia di Shinano | Linea Shinano  | Hirahara          | 平原         | 5.1               | 18.3            | 706        | ｜ |           |                                                                         | Komoro             |
| Ferrovia di Shinano | Linea Shinano  | Komoro            | 小諸         | 3.7               | 22.0            | 663.0      | ●  | ▼         | Linea Koumi                                                             | Komoro             |
| Ferrovia di Shinano | Linea Shinano  | Shigeno           | 滋野         | 5.9               | 27.9            | 563        | ｜ | ▼         |                                                                         | Tōmi               |
| Ferrovia di Shinano | Linea Shinano  | Tanaka            | 田中         | 3.4               | 31.3            | 512        | ●  | ▼         |                                                                         | Tōmi               |
| Ferrovia di Shinano | Linea Shinano  | Ōya               | 大屋         | 3.4               | 34.7            | 482        | ●  | ▼         |                                                                         | Ueda               |
| Ferrovia di Shinano | Linea Shinano  | Shinano-Kokubunji | 信濃国分寺   | 2.4               | 37.1            | 467        | ｜ | ▼         |                                                                         | Ueda               |
| Ferrovia di Shinano | Linea Shinano  | Ueda              | 上田         | 2.9               | 40.0            | 446        | ●  | ●         | Nagano Shinkansen Linea Bessho                                          | Ueda               |
| Ferrovia di Shinano | Linea Shinano  | Nishi-Ueda        | 西上田◆      | 4.4               | 44.4            | 421        | ｜ | ｜        |                                                                         | Ueda               |
| Ferrovia di Shinano | Linea Shinano  | Tecno-Sakaki      | テクノさかき | 3.5               | 47.9            | 410        | ｜ | ｜        |                                                                         | Hanishina Sakaki   |
| Ferrovia di Shinano | Linea Shinano  | Sakaki            | 坂城◆        | 2.5               | 50.4            | 396        | ▲  | ｜        |                                                                         | Hanishina Sakaki   |
| Ferrovia di Shinano | Linea Shinano  | Togura            | 戸倉         | 4.5               | 54.9            | 376        | ●  | ｜        |                                                                         | Chikuma            |
| Ferrovia di Shinano | Linea Shinano  | Chikuma           | 千曲         | 2.2               | 57.1            | 369        | ｜ | ｜        |                                                                         | Chikuma            |
| Ferrovia di Shinano | Linea Shinano  | Yashiro           | 屋代◇        | 2.8               | 59.9            | 361        | ●  | ｜        |                                                                         | Chikuma            |
| Ferrovia di Shinano | Linea Shinano  | Yashiro-kōkō-mae  | 屋代高校前   | 1.9               | 61.8            | 357        | ｜ | ｜        |                                                                         | Chikuma            |
| Ferrovia di Shinano | Linea Shinano  | Shinonoi          | 篠ノ井       | 3.3               | 65.1            | 356.2      | ●  | ｜        | Linea Shinonoi                                                          | Nagano             |
| JR East             | Line Shin'etsu | Shinonoi          | 篠ノ井       | 3.3               | 65.1            | 356.2      | ●  | ｜        | Linea Shinonoi                                                          | Nagano             |
| JR East             | Line Shin'etsu | Imai              | 今井         | 2.1               | 67.2            | 359.0      | ｜ | ｜        |                                                                         | Nagano             |
| JR East             | Line Shin'etsu | Kawanakajima      | 川中島◇      | 2.2               | 69.4            | 362.4      | ●  | ｜        |                                                                         | Nagano             |
| JR East             | Line Shin'etsu | Amori             | 安茂里       | 2.1               | 71.5            | 360.3      | ｜ | ｜        |                                                                         | Nagano             |
| JR East             | Line Shin'etsu | Nagano            | 長野◆        | 2.9               | 74.4            | 360.5      | ●  | ●         | Nagano Shinkansen Linea principale Shin'etsu (per Naoetsu) Linea Nagano | Nagano             |

## Materiale rotabile

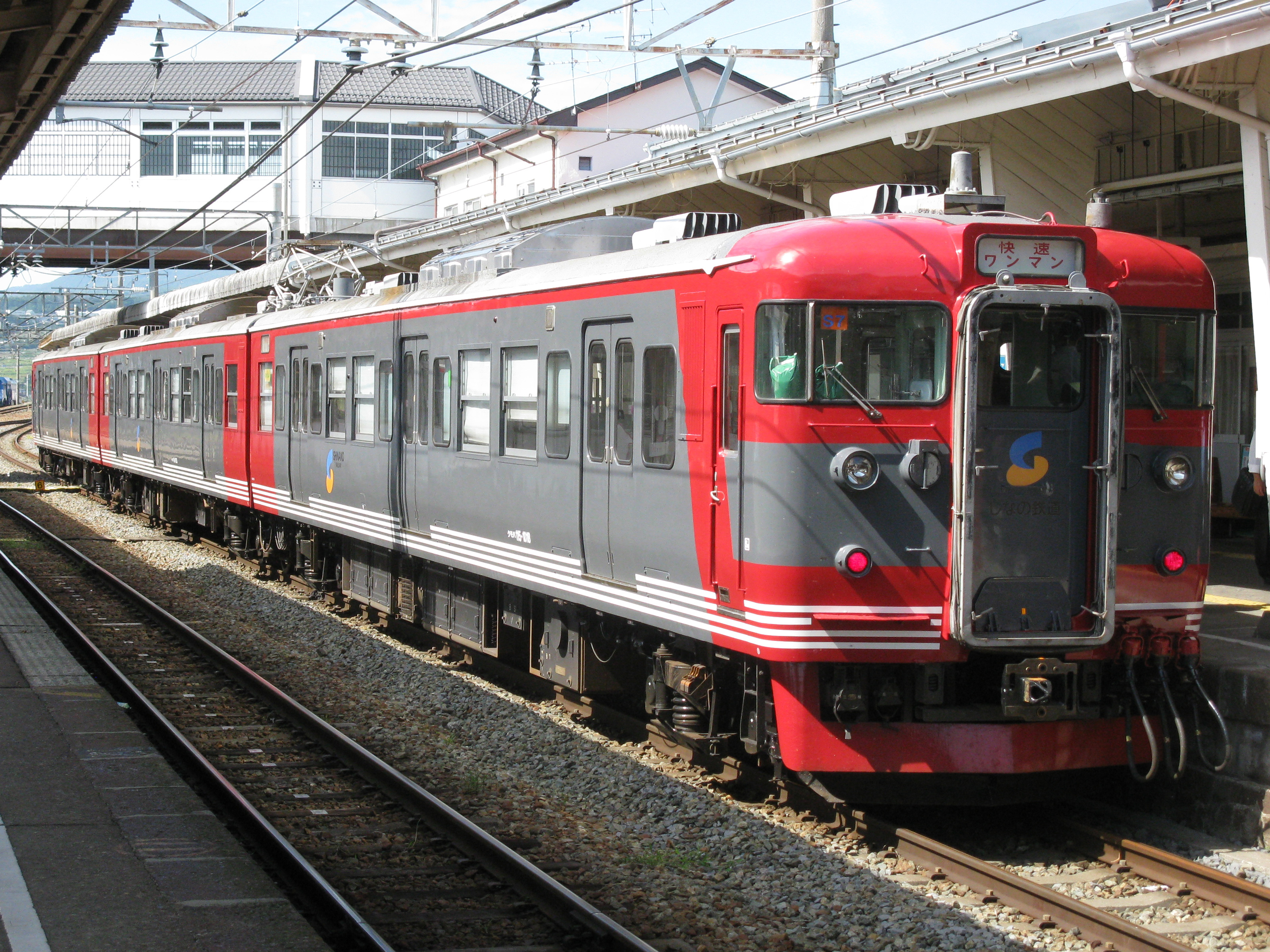
Un treno della serie 115

La ferrovia di Shinano utilizza il materiale rotabile posseduto precedentemente dalla JR East quando la linea venne concessa al governo prefetturale. I treni tuttavia hanno cambiato livrea e sono stati revampizzati anche interamente, con display a colori che mostrano informazioni sulle fermate e contenuti pubblicitari. 
Il materiale rotabile è costituito da serie 115 per i collegamenti locali, e serie 169 per i collegamenti rapidi.